# Ñuñoa
Ñuñoa (del mapudungun: ñuñowe ‘lugar de ñuños’) es una comuna ubicada en el sector nororiente de la ciudad de Santiago.
Sus límites son: al norte con Providencia, al sur con Macul, al oriente con La Reina y al poniente con Santiago. Tiene una superficie de 16,9 km² y según el censo del año 2002 sumaba 163 511 habitantes, mientras que según el censo del año 2017 son 208 237 habitantes, aumentando en un 27,3 % en quince años. 
Ñuñoa ejerce influencia a escala nacional en los medios de comunicación, la política, la educación, la arquitectura, el deporte, el entretenimiento, las artes y la gastronomía. Por todo ello, se considera una de las comunas más globalizadas de Chile, con una gran diversidad cultural. Ñuñoa es reconocida por ser una de las comunas con mayor calidad de vida de Santiago, también es catalogada como una de las más seguras de Chile y su índice de desarrollo humano es uno de los más altos del país.
Ñuñoa alberga la mayor cantidad de profesionales con estudios universitarios de Chile (18,11 % del total de profesionales del país) y está compuesta por grupos socioeconómicos medios, medios-altos y altos.

## Historia
Para los primeros asentamientos véase Asentamientos prehispánicos en Santiago de Chile, Período agroalfarero temprano y Promaucaes.
Para una reseña de las tierras coloniales de Ñuñoa véase Chacras coloniales de Ñuñoa.

### Origen

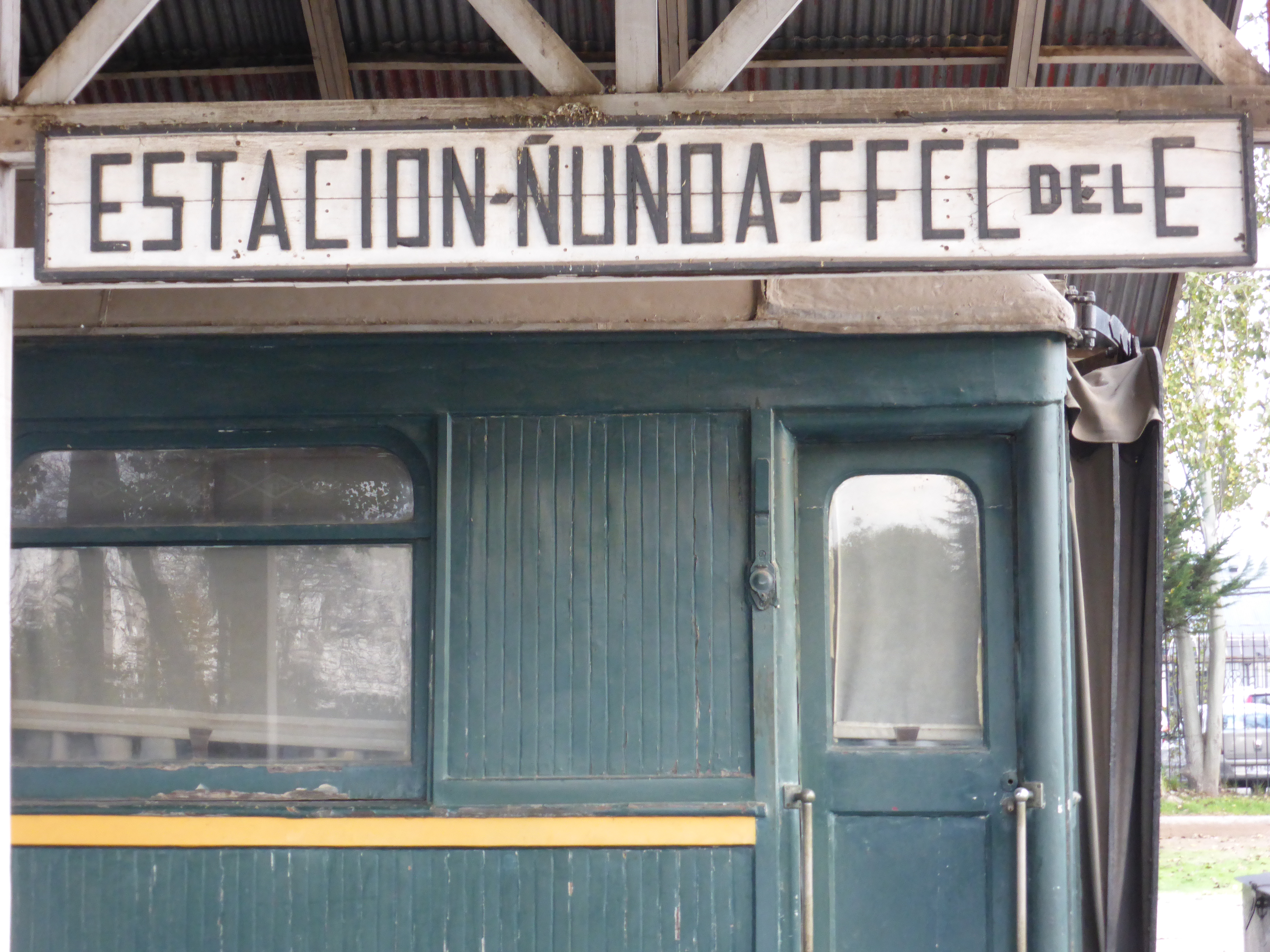
Cartel original de la antigua estación Ñuñoa, de Ferrocarriles del Estado, que se conserva en el Museo Ferroviario de Santiago.

Al pueblo de indios de Ñuñohue se le llamó así por encontrarse en el centro de la comarca del mismo nombre, en la actual Plaza Ñuñoa. El cacique de este pueblo era Longomavico o Aponchonique, y de él dependían los caciques subalternos Malti y Tocalevi, que eran sus hermanos. Pedro de Valdivia repartió entre sus principales compañeros los rancheríos indígenas en el territorio que genéricamente lo denominaban Ñuñoa.
Se establecieron entonces encomiendas en los rancheríos de Apokintu, Butacura, Macul, Ñuñoa y Tobalahue. Las de Macul y Ñuñoa fueron concedidas a Juan Jofré, y posteriormente pasaron a su hijo Luis. Ya en el siglo XVII, el pueblo de Ñuñoa no existía como pueblo indígena y la encomienda se encontraba extinta. La hermosura de las tierras ñuñoínas, su fertilidad y el regadío que en muchos de sus sectores habían introducido los indígenas, atrajeron desde los primeros momentos la atención de los conquistadores. Por 1546 se empezó a distribuir lotes de terreno relativamente pequeños por medio de concesiones también llamadas chacras (del quechua: chakra ‘parcela’).
Los caminos empezaron a formarse naturalmente desde el momento mismo en que comenzaba el reparto de la tierra. El de mayor importancia y categoría durante el siglo XVIII era el Camino de Ñuñohue que partía al oriente de la calle La Ollería (hoy en día, la avenida Portugal), para emplazar su tramo inicial en lo que ahora es la avenida 10 de Julio Huamachuco y luego continuar por la actual avenida Irarrázaval. A finales del siglo XIX el ya por ese entonces denominado Camino de Ñuñoa, que había trasladado su punto de inicio al este de la Cintura Oriente (lo que actualmente se conoce como la avenida Vicuña Mackenna), pasa a llamarse avenida y más tarde recibe el nombre de avenida Irarrázaval en homenaje a Manuel José Yrarrázaval Larraín, autor de la ley sobre Comuna Autónoma y firmante del decreto que creó la comuna de Ñuñoa.

### SigloXIX
El Decreto del 22 de diciembre de 1891, en su artículo 1° creó la Municipalidad de Ñuñoa con las subdelegaciones rurales 1a Las Condes, 2a San Carlos, 3a Apoquindo, 4a Ñuñoa, 5a La Providencia, 6a Santa Rosa, 7a Subercaseaux y 26a Mineral de Las Condes del Departamento de Santiago, es decir, con un territorio mucho mayor que el actual. El día 6 de mayo de 1894, por Decreto Presidencial, se crea la comuna de Ñuñoa, que en esos años contaba con 1 197 habitantes, y tenía cuatro escuelas, correos, Registro Civil y carnicerías. Su primer alcalde fue, recién en 1894, Alejandro Chadwick. Tres años después, el 25 de febrero de 1897, dentro del territorio de Ñuñoa se constituyó la municipalidad de Providencia con las subdelegaciones 5a, La Providencia; 1a, Las Condes; 2a, San Carlos y 26a, Mineral de Las Condes, en un proceso de urbanización cuyos rasgos, a juicio de León Echaiz, “provienen ahora de la ciudad de Santiago que avanza hacia sus campos”.
El 10 de agosto de 1896, se crea la Municipalidad de San Miguel segregándose las subdelegaciones 6a, Santa Rosa y 7a, Subercaseaux. De esta manera, la Municipalidad de Ñuñoa quedó constituida por las subdelegaciones rurales 4a, Ñuñoa y 3a Tobalaba (3a, Apoquindo), ocupando aproximadamente el área que comprenden las actuales comunas de Ñuñoa, La Reina, Macul y Peñalolén.
Francisco Solano Asta-Buruaga y Cienfuegos escribió en 1899 en su Diccionario Geográfico de la República de Chile: 484  donde lo describe como un 'caserío':

Ñuñoa.-—Caserío contiguo ó barrio de la ciudad de Santiago, situado á su extremo sudeste, y cuyo centro es una antigua iglesia parroquial distante cuatro kilómetros de la plaza principal de la precitada ciudad. Consta de una población de 460 habitantes formada de hermosas quintas y posesiones de cultivados parajes, y cuenta con escuelas gratuitas, oficinas de registro civil y de correo y establecimientos industriales. Es además asiento de municipalidad, cuyo territorio comprende las subdelegaciones del departamento de Santiago, denominadas Apoquindo, Las Condes, Mineral de las Condes, Ñuñoa, Providencia, San Carlos (canal de), Santa Rosa y Subercasseaux.

### SigloXX

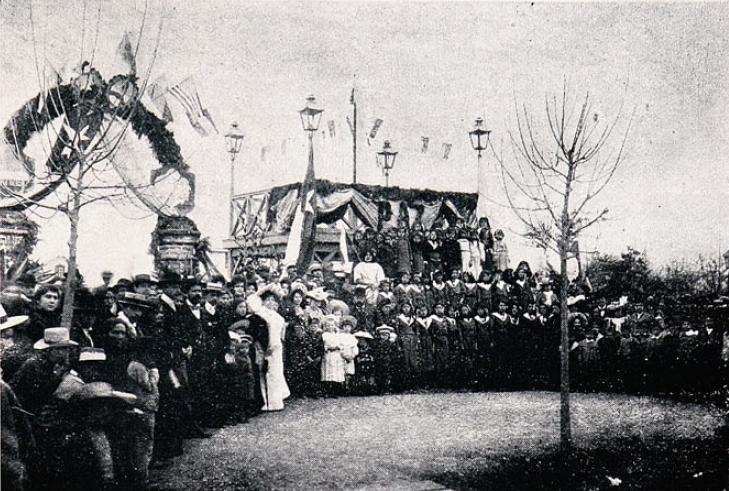
Grupo de escuelas en la plaza de Ñuñoa (1902).

El geógrafo chileno, Luis Risopatrón describe a Ñuñoa como un 'lugarejo' en su libro Diccionario Jeográfico de Chile en el año 1924:: 598 

Ñuñoa (Lugarejo) 33° 28’ 70° 36’. Tiene servicio de correos, rejistro civil i escuelas públicas i se ha formado a 600 m de altitud, en medio de hermosas quintas i posesiones de cultivados parajes, hácia el lado E de la ciudad de Santiago, de la que forma un barrio; en un año de observaciones se ha anotado 783,7 mm para el agua caida.

El DFL N°8583 del 30 de diciembre de 1927, suprime la Municipalidad de La Florida (subdelegación 15a, Lo Cañas) del Departamento de La Victoria y la anexa a Ñuñoa. Así la nueva comuna-subdelegación de Ñuñoa comprende las antiguas subdelegaciones: 3.a, Tobalaba, y 4.a, Ñuñoa, la parte de la antigua subdelegación 5.a, Providencia, situada al sur de las calles Caupolicán y Pizarro y de la línea recta imaginaria que las une, del departamento de Santiago y la subdelegación 15, Lo Cañas, del antiguo departamento de La Victoria.
En 1934 se restablece la comuna-subdelegación de La Florida separándola de Ñuñoa.
En febrero de 1963 por Ley 15 169, se crea la comuna-subdelegación de La Reina con la parte alta del comuna y, finalmente, el 18 de marzo de 1981 se modifican los límites comunales creándose las comunas de Macul y Peñalolén, quedando definitivamente establecida la actual comuna de Ñuñoa.
Durante la dictadura militar, el Estadio Nacional, ubicado en la comuna y principal centro deportivo del país, se convirtió en un importante centro de detención del régimen de Augusto Pinochet Ugarte. Este carácter histórico del Estadio Nacional usado como centro de detención está retratado en obras de cine como Missing, de Costa Gavras, y lo convierte en un connotado sitio de memoria.
Ñuñoa presenció grandes cambios durante el siglo XX. Pasó de albergar a gran parte de la clase alta santiaguina hasta mediados de los años 70 (este segmento socioeconómico fue emigrando hacia el extremo periférico de este mismo sector nororiente de la capital); para convertirse en una comuna fundamentalmente de clase media, aunque sigue siendo reconocida como un lugar con excelentes condiciones de vida.

### SigloXXI
En los últimos años, la comuna ha experimentado un enorme auge inmobiliario, producto de su buena calidad de vida y su cercanía con el centro de Santiago, dando como resultado un aumento de precio de las viviendas en la zona.  La inauguración de la Línea 3 del Metro de Santiago en 2019, que recorre avenida Irarrázaval completa, ha sido un gran incentivo para la continuación del desarrollo inmobiliario y comercial de la comuna, mejorando la conectividad con el resto de la ciudad. Producto de estos cambios en la infraestructura comunal, también ha habido un importante aumento demográfico, pasando de 163 511 habitantes en 2002 a 208 237 habitantes en 2017, aumentando en un 27,3 % en quince años, y con una estimación de más de 250 000 habitantes para el año 2022.
Su fama de comuna de clase media profesional ha mutado a medida que se renueva la población y suben los costos de vivir en ella. Desde el punto de vista político, el cambio se ha reflejado en el año 2021 tanto la votación de izquierda en la elección municipal (donde ganaba el partido Renovación Nacional desde 1996) como en la primera y segunda vuelta presidencial de 2021, en la cual la comuna de Ñuñoa fue la segunda comuna con mayor porcentaje de votos donde se impuso el candidato de la coalición de Apruebo Dignidad Gabriel Boric. Además, fue parte de una de las ocho comunas del país en donde la opción «Apruebo» ganó en el plebiscito constitucional de 2022. La conformación de nuevos grupos de clase media y clase alta que viven en este sector de la capital para desarrollar un estilo de vida cosmopolita, urbano y más integrado a otros grupos sociales ha tornado en una degeneración del gentilicio al transformarse en el término ñuñoismo o ñuñoinos, usado de forma peyorativa o sarcástica para referirse al estilo de vida progresista y abajismo que, se supone, tiene como paradigma los habitantes más jóvenes esta comuna.

## Medio ambiente

### Geomorfología y componentes abióticos

Trazado simplificado de los ecosistemas y cuerpos de agua presentes en la comuna de Ñuñoa.

La comuna de Ñuñoa se encuentra emplazada en la unidad geomorfológica de Cuenca de Santiago; y presenta según la clasificación climática de Köppen clima mediterráneo de lluvia invernal (Csb) y clima semiárido de lluvia invernal (BSk (s)). Esta además se halla en la cuenca hidrográfica de río Maipo. Además, la comuna posee diversos cuerpos de agua, entre los que se destacan el canal San Carlos.

### Componentes bióticos
Dentro del territorio de la comuna se podrían hallar los siguientes ecosistemas; sin embargo, debido a que la totalidad de su superficie se halla urbanizada, no existen vestigios de zonas naturales sin intervención humana:
- Bosque espinoso mediterráneo andino donde predominan Acacia caven y Baccharis paniculata (Vulnerable)
- Bosque espinoso mediterráneo interior donde predominan Acacia caven y Prosopis chilensis (Vulnerable)

### Medidas de protección ambiental y conflictos socioambientales
Hasta 2022, la comuna de Ñuñoa no cuenta con áreas territoriales destinadas a la protección ambiental.

## Demografía

### Barrios
- Barrio Plaza Ñuñoa
- Barrio Diego de Almagro
- Barrio Amapolas
- Barrio Pucará
- Barrio Parque Botánico
- Barrio Montenegro
- Barrio Los Guindos
- Barrio Plaza Egaña
- Barrio Micalvi
- Barrio Parque Juan XXIII
- Barrio José Pedro Alessandri
- Barrio Regina Pacis
- Barrio El Aguilucho
- Barrio Villaseca
- Barrio Plaza Sucre
- Barrio Suárez Mujica
- Barrio Guillermo Franke
- Barrio Italia
- Barrio Pedro de Valdivia
- Barrio Plaza Zañartu
- Barrio Dr. Luis Bisquert
- Barrio Simón Bolívar
- Barrio Exequiel Fernández
- Barrio Eusebio Lillo
- Barrio Parque del Deporte
- Barrio Estadio Nacional
- Barrio Bernardo O'Higgins
- Barrio Javiera Carrera
- Barrio Irarrázaval
- Barrio Hernán Cortés
- Barrio Industrial Lo Encalada
- Barrio Colo Colo
- Barrio Parque San Eugenio
- Conjunto Empart
- Villa Olímpica
- Villa Los Presidentes
- Villa Frei
- Villa Los Jardines
- Villa Lo Plaza
- Villa Los Alerces
- Villa Salvador Cruz Gana
- Población Exequiel González Cortés
- Población Rebeca Matte
- Población Rosita Renard
- Población Arturo Prat

## Administración

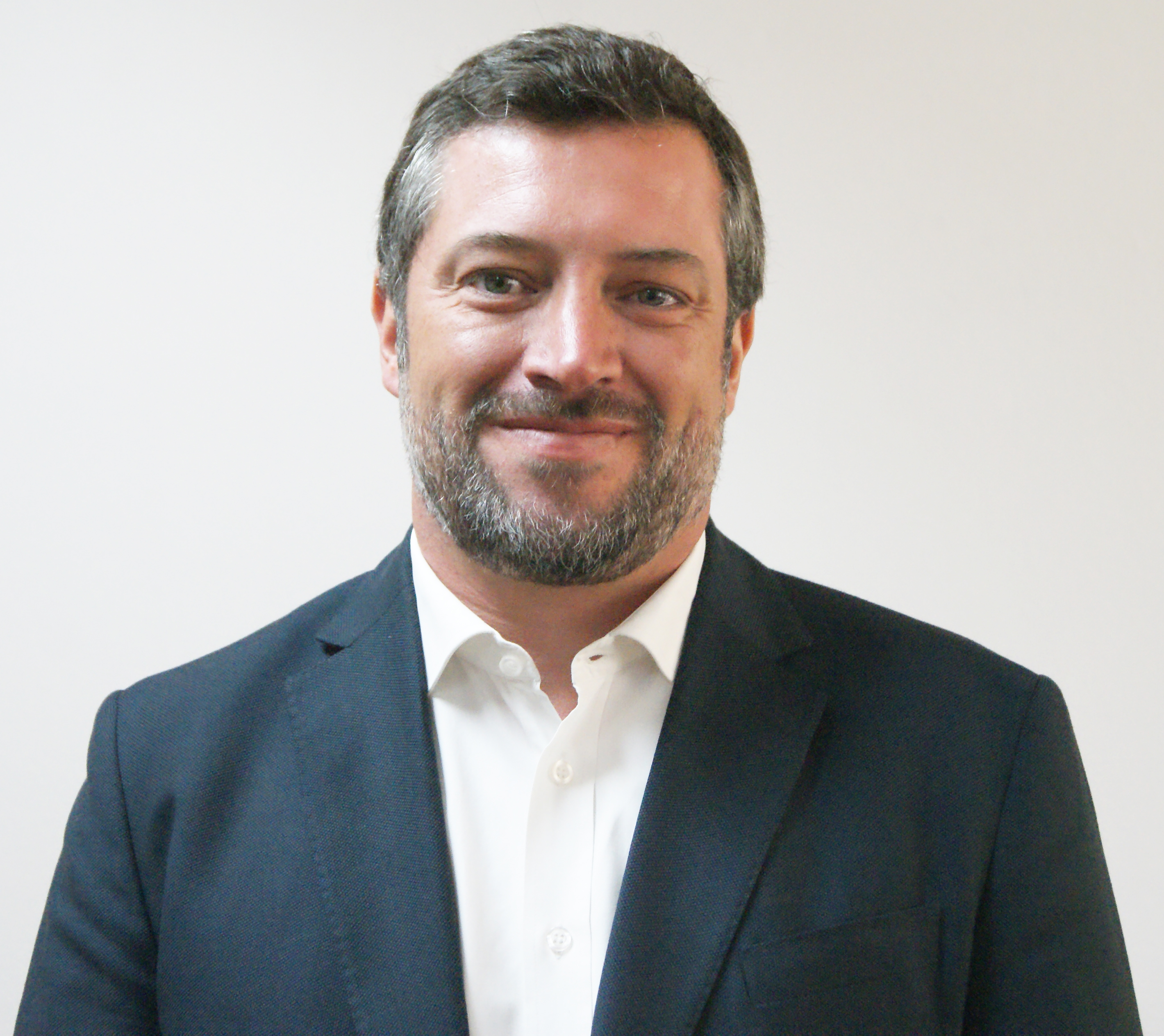
Alcalde Sebastián Sichel, electo para el período 2024-2028.

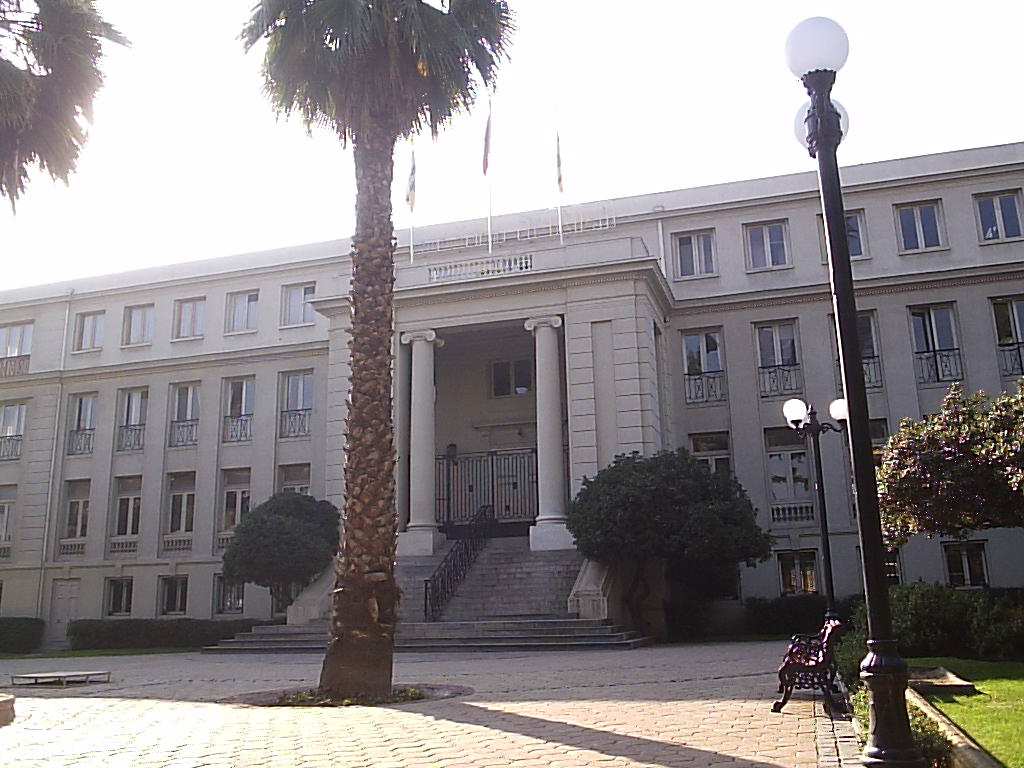
Municipalidad de Ñuñoa.

### Municipalidad
La Municipalidad de Ñuñoa en el período 2024-2028 es dirigida por el alcalde Sebastián Sichel Ramírez (Ind.), mientras que el concejo municipal está compuesto por:
- Carlos Vega Cifuentes (REP)
- María Ximena Aros Espinoza (REP)
- Nicolás Saldivia Niklitschek (UDI)
- Guido Benavides Araneda (RN)
- Daniela Bonvallet Setti (RN)
- Verónica Chávez Gutiérrez (FA)
- Andrés Argandoña Besoaín (FA)
- Alejandra Valle Salinas (PCCh)
- Mireya Del Río Barañao (PCCh)
- Maite Descouvieres Vargas (PS)

### Representación parlamentaria
Ñuñoa pertenece al Distrito Electoral n.° 10 y a la 7 circunscripción senatorial (Región Metropolitana). Está representada en la Cámara de Diputados por los diputados Gonzalo Winter (FA), Lorena Fries (FA), Emilia Schneider (FA), Alejandra Placencia (PCCh), Helia Molina (PPD), Jorge Alessandri Vergara (UDI), María Luisa Cordero (Ind-RN) y Johannes Kaiser (REP) en el periodo 2022-2026.
A su vez, en el Senado la representan Fabiola Campillai Rojas (Ind), Claudia Pascual (PCCh), Luciano Cruz Coke (EVOP), Manuel José Ossandon (RN) y Rojo Edwards (REP) en el periodo 2022-2030.

## Economía
En 2018, la cantidad de empresas registradas en Ñuñoa fue de 12 990. El Índice de Complejidad Económica (ECI) en el mismo año fue de 2,8, mientras que las actividades económicas con mayor índice de Ventaja Comparativa Revelada (RCA) fueron Servicios de Revelado, Impresión y Ampliación de Fotografías (24,19), Fabricación de Hornos, Hogares y Quemadores (22,01) y Servicios de Banquetes, Bodas y Otras Celebraciones (19,56).
Esta es una de las comunas con más comercio de Santiago, los supermercados y outlets son los que más espacio ocupan en esta comuna. La avenida Irarrázaval es conocida por ser el centro de una gran cantidad de outlets de conocidas marcas y comercio tradicional como Los Caracoles, y los puestos de Los Carros. En Ñuñoa también se encuentra un centro comercial de mayor escala: Cenco Ñuñoa (exMall Portal Ñuñoa) perteneciente al grupo Cencosud.

## Relaciones internacionales
La comuna de Ñuñoa es sede de una serie de instituciones de relaciones internacionales, tales como la Unidad de Relaciones Internacionales del Instituto de Salud Pública de Chile, el Departamento de Relaciones Institucionales y Cooperación Internacional de la Universidad Metropolitana de las Ciencias de la Educación,la Dirección de Asuntos Nacionales e Internacionales de la Universidad Tecnológica Metropolitana, la Dirección de Relaciones Internacionales de la Facultad de Ciencias Sociales de la Universidad de Chile, la Dirección de Relaciones Internacionales Internacionales, el Centro de Lenguas y Culturas del Mundo, el Centro de Estudios Culturales Latinoamericanos (CECLA),y el Centro de Estudios Árabes "Eugenio Chahuán" de la Facultad de Filosofía y Humanidades de la Universidad de Chile, y la Dirección de Relaciones Internacionales de la Facultad de Comunicación e Imagen de la Universidad de Chile. Además, la Municipalidad de Ñuñoa cuenta con una oficina de atención a la población migrante de la comuna.

## Servicios públicos

### Seguridad pública
La comuna cuenta con dos comisarías de Carabineros de Chile: la 18.° Comisaría de Ñuñoa y la 33.ª Comisaría de Ñuñoa, además de la Sección de Investigación de Accidentes en el Tránsito. Además, cuenta con una sede local de la Defensa Civil de Chile, desde 1988.

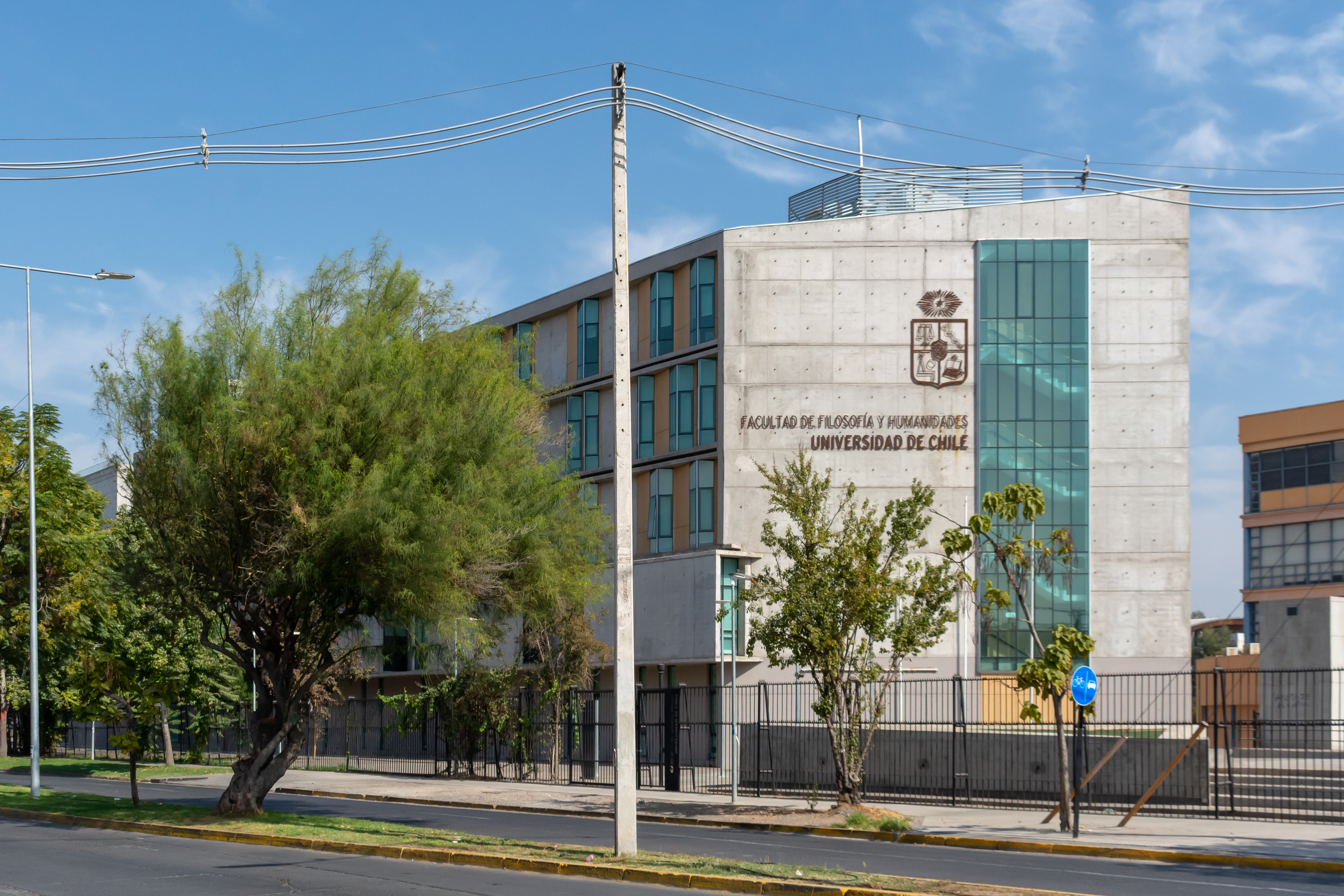
Facultad de Filosofía y Humanidades de la Universidad de Chile, Campus Juan Gómez Millas.

### Educación
El castillo del Conde Pedro Torres que alberga al Liceo Experimental Manuel de Salas; la Casa de la Cultura y su Biblioteca Gabriela Mistral.
Ñuñoa cuenta con sedes universitarias de importancia nacional como el Campus Juan Gómez Millas de la Universidad de Chile, el tradicional Pedagógico, hoy Universidad Metropolitana de Ciencias de la Educación, y un campus que alberga la facultad de ingeniería de la Universidad Tecnológica Metropolitana (UTEM). En la comuna se celebra anualmente la Feria del Libro de Ñuñoa y la Fiesta Chilena durante las Fiestas Patrias.
Colegios Privados
- Colegio Suizo de Santiago[42]
- Kendal English School[43]
- Colegio Akros
- Liceo Experimental Manuel de Salas
- Colegio La Cantera
- Colegio San Agustín
- Colegio Manquecura
- Colegio Universitario el Salvador
- Colegio Calasanz
- Colegio Instituto Santa María
- Colegio Francisco Encina

Colegios Públicos
- Liceo Augusto D'Halmar
- Liceo República de Siria
- Colegio República de Costa Rica
- Liceo Lenka Franulic
- Liceo Carmela Silva Donoso
- Liceo 7 José Toribio Medina

## Cultura

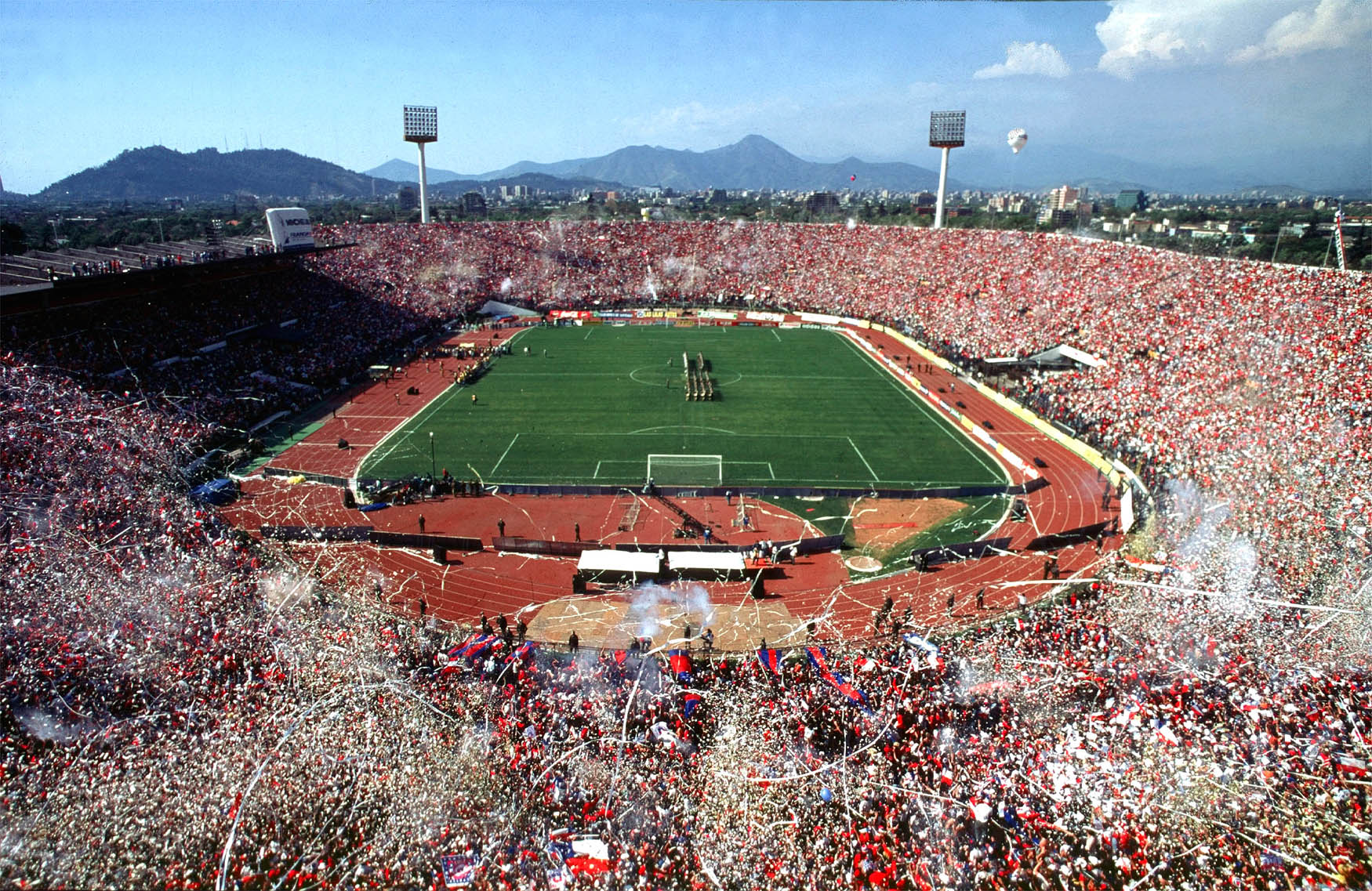
Estadio Nacional durante un partido de la Selección de fútbol de Chile en 2006

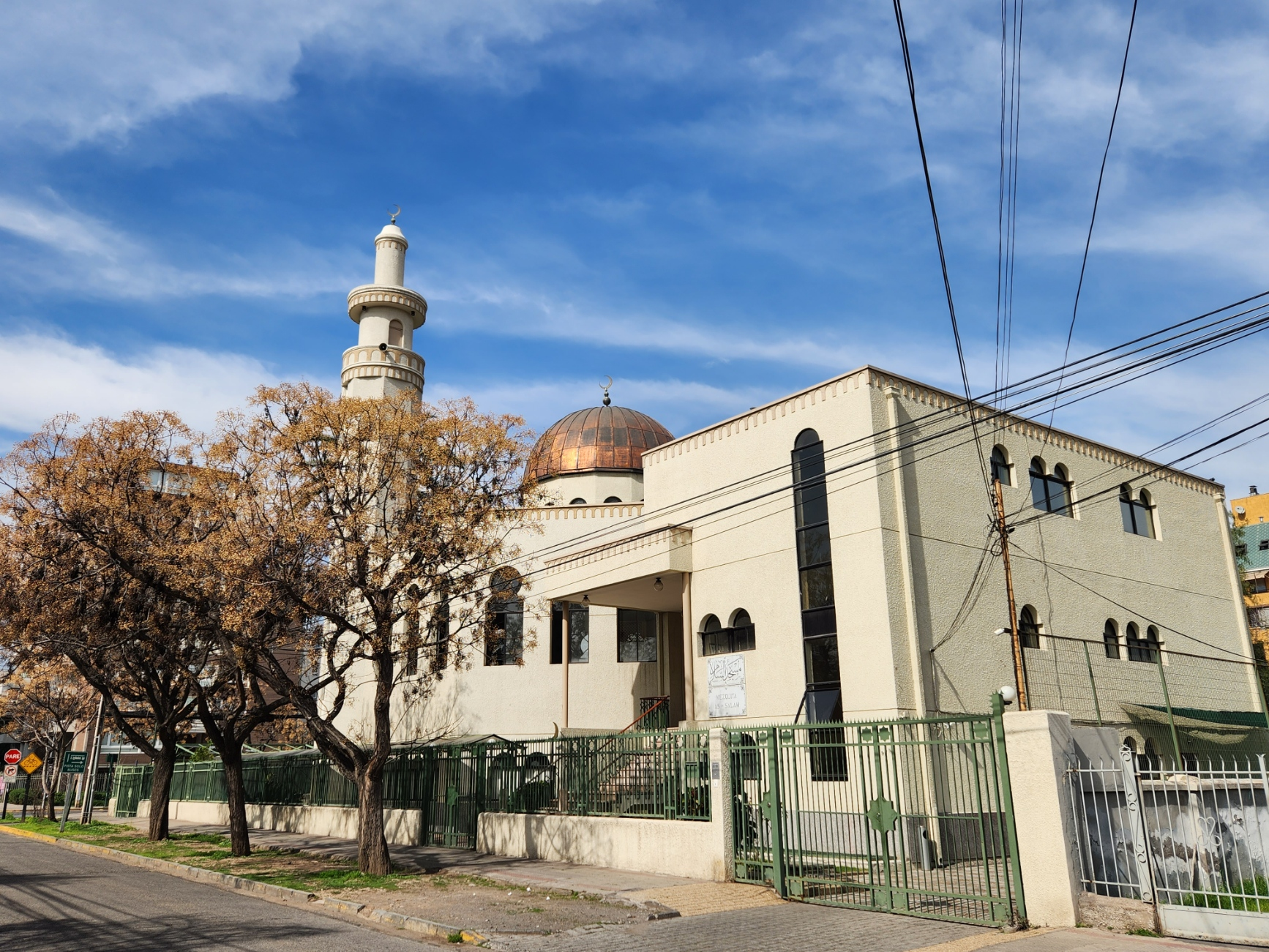
Mezquita As-Salam

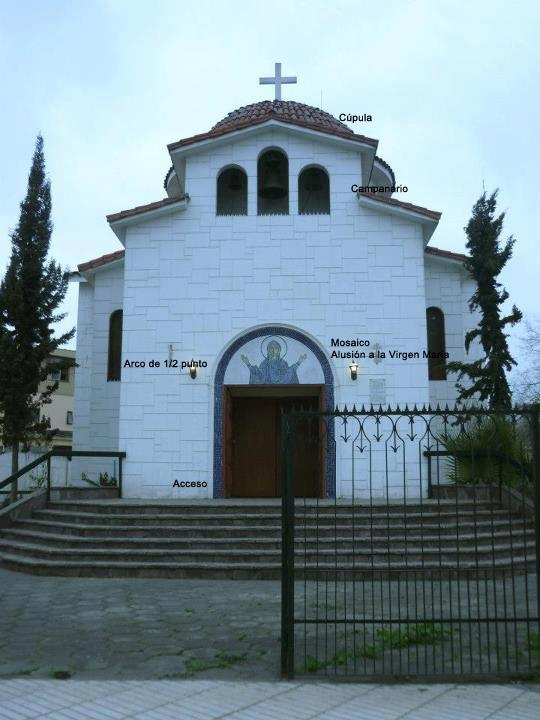
Iglesia Ortodoxa Griega de los Santos de Constantino y Elena

Ñuñoa fue elegida en 2007, por tercer año consecutivo, como la comuna de Santiago de Chile con el más alto estándar en calidad de vida, gracias a su gran cantidad de áreas verdes y deportivas, además de variados centros culturales. En sus calles abundan las plantas y los árboles de flor como, lilas, buganvilias, jacarandás, almendros y cerezos, sus amplias aceras y avenidas, arquitectura residencial diversa y de valioso aporte patrimonial a la ciudad de Santiago.
Esta comuna, la más antigua del sector oriente de Santiago, ha sabido asimilar todos los beneficios de la gran ciudad (metro, bancos, centros comerciales, etcétera), sin sacrificar su carácter de tradicional y residencial. Además, existen los barrios tradicionales y de conservación histórica definidos actualmente por la comuna:
- Población Empleados Públicos y Periodistas Chile-España
- Villa Olímpica de Santiago
- Conjunto Empart de Ñuñoa
- Barrio Elías de la Cruz
- Barrio Suárez Mujica
- Población de Suboficiales para la Escuela de Caballería
- Villa Presidente Frei

La comuna aloja, como parte de su pluralismo religioso, la Mezquita As-Salam, la única existente en Santiago; una iglesia católica-ortodoxa griega, una iglesia ortodoxa rusa y numerosas evangélicas y católicas, como la Parroquia-Santuario de Santa Gema Galgani. También alberga la Residencia Arzobispal de Santiago y la Gran Logia Femenina.
El municipio recibió, a nombre de la ciudad de Santiago, una de las sedes de la Copa Mundial de Fútbol de 1962, en el Estadio Nacional. Este recinto deportivo es el más grande del país y es arrendado tanto para disputar diversos partidos de fútbol, como para grandes eventos musicales. 
Entre sus lugares públicos destacan la Plaza Ñuñoa y la vida nocturna que alberga, con numerosos pubs y restaurantes; el Teatro UC; el centro de entretención nocturna La Batuta, donde algunas de las más importantes bandas y solistas del país han debutado (junto con acoger artistas foráneos). Clásicos de la zona más bohemia de Ñuñoa son Las Lanzas, El Dante y la Fuente Suiza, todos ellos con una tradición gastronómica local de muchos años.
En la cultura popular, desde 2021 se ha masificado en las redes sociales la degeneración del gentilicio del habitante de la comuna de forma caricaturesca, en el cual se les denomina como Ñuñoinos a los jóvenes quienes se sientan identificados con políticas de tendencia progresista pero los son parte de un estatus económico acomodado, en particular a aquellos quienes se sienten identificados con partidos que conformen el conglomerado del Frente Amplio o que en su defecto desde las elecciones de 2021 que hayan entregado su ferviente apoyo a la coalición gobernante de Apruebo Dignidad, en la cual el presidente Gabriel Boric obtuvo el segundo porcentaje mayoritario de votos en segunda vuelta con un 59,57 % en las elecciones presidenciales de 2021 como también en el plebiscito constitucional de salida de 2022 en la cual la comuna de Ñuñoa fue parte de las ocho comunas en la cual ganó la opción «Apruebo» con un 50,41 % de las preferencias. Cuenta con personajes como El Jarpita, la Renata, el Moto y el conocido Perislá.

## Lugares de interés

### Sector centro

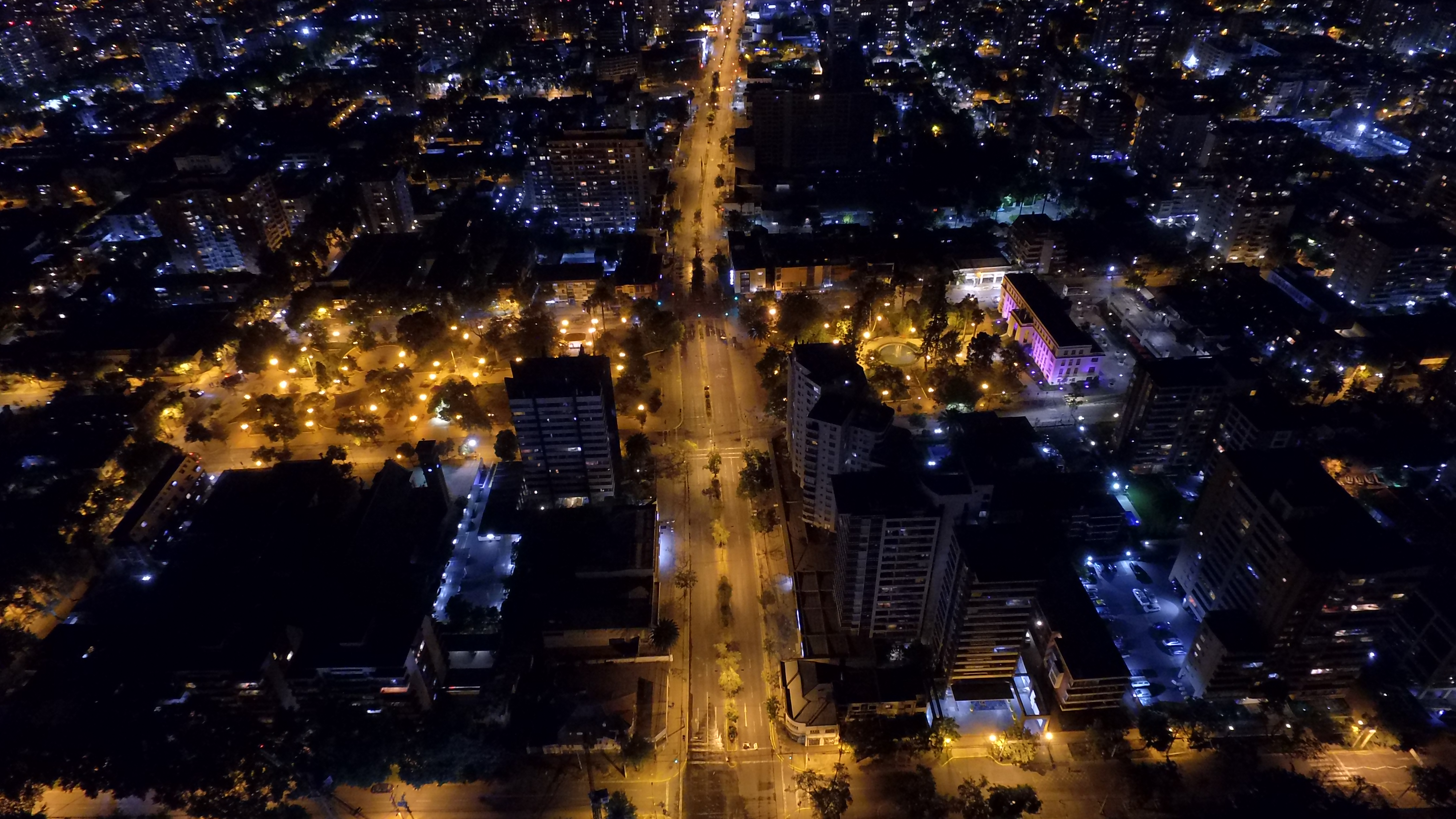
Entorno de la Plaza Ñuñoa de noche.

Representa el sector interior de la comuna, en el entorno más comercial de avenida Irarrázaval aproximadamente entre Pedro Torres y Campo de Deportes. Cuenta con barrios como Plaza Ñuñoa y Villaseca, también las avenidas Simón Bolívar y Eduardo Castillo Velasco. Ha tenido un importante desarrollo inmobiliario de edificaciones de altura en las últimas décadas, lo que ha hecho aumentar la población y la actividad comercial.
El sector de Plaza Ñuñoa es el más característico de la comuna, es el centro cívico y dónde se realizan sus principales manifestaciones culturales y recreativas. La importancia actual del barrio que rodea e incluye a la plaza, se establece desde fines de los años 60 con la densificación de la urbanización colindante, y la aparición de espacios culturales como el cine "Dante" (actual Teatro UC) que se interconectaba con la naciente densificación del barrio Plaza Egaña. Desde los años 90 comienza una acelerada transformación de la zona, en el cual su oferta se hace más variada y con esto se coloca entre los grandes barrios bohemios de Chile, con bares y restoranes como La Batuta, Las Lanzas, El Dante, La Fuente Suiza, La Tecla y la Cervecería HBH, o el Boulevard Plaza Ñuñoa.
La llegada del Metro de Santiago y la inauguración de la Estación Chile-España en la línea 3, y la Estación Ñuñoa de combinación con la línea 6, le han permitido dar un nuevo impulso residencial y comercial a la zona.

### Sector nororiente

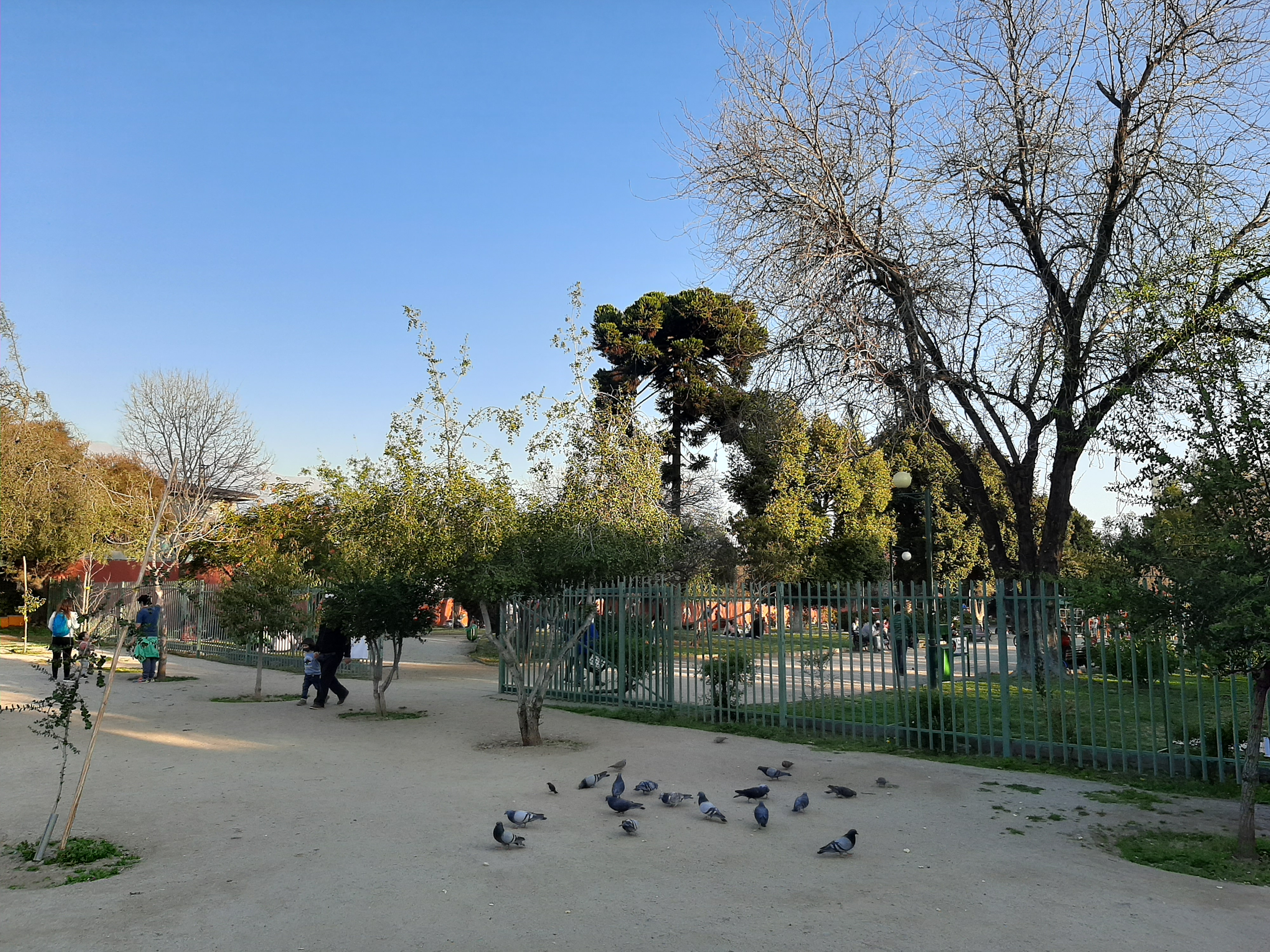
Entrada del Parque Botánico Pucará.

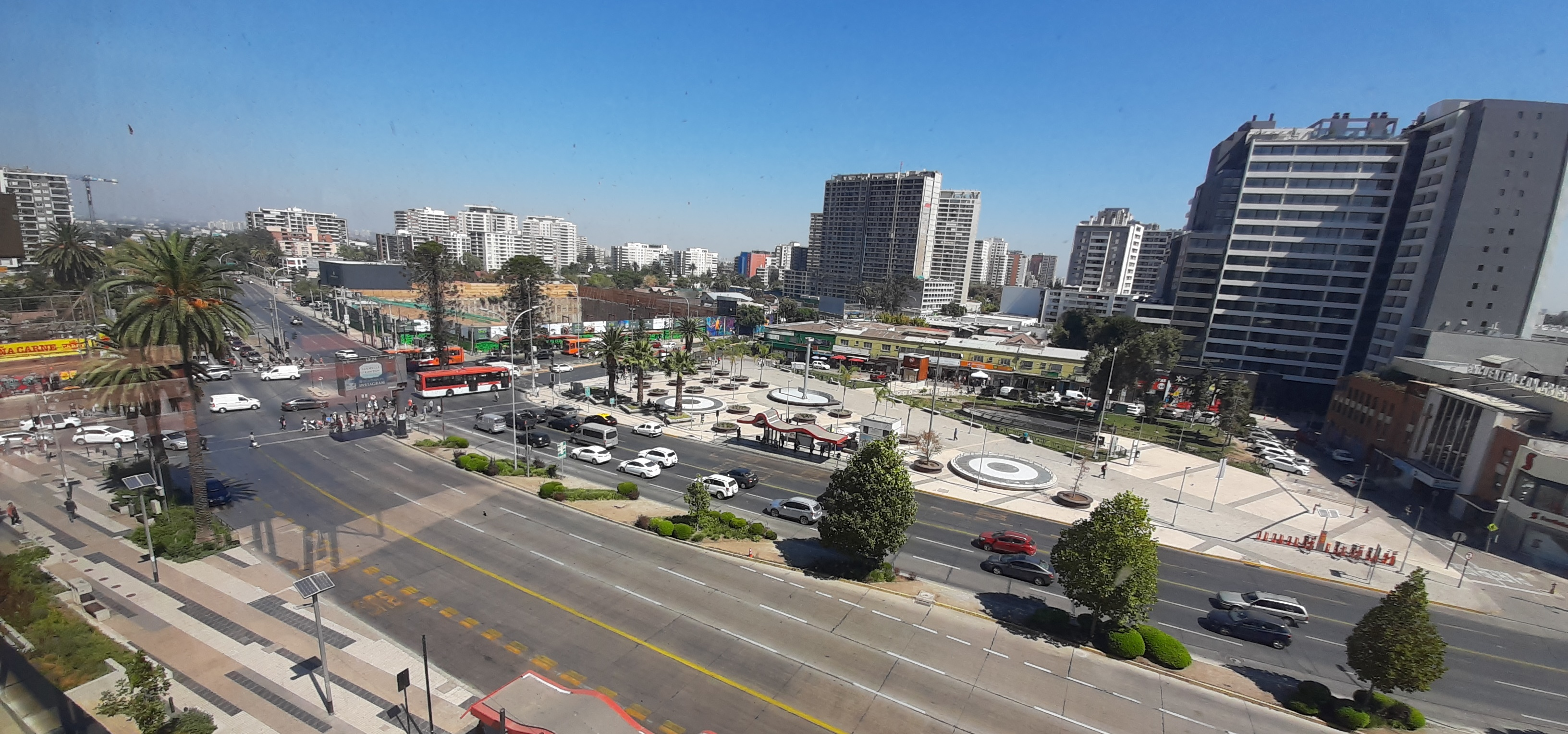
Entorno de la Plaza Egaña en marzo de 2021

Este sector de la comuna se caracteriza por ser principalmente residencial de clase media-alta, donde predominan casas y edificios de baja altura. Colinda con La Reina al oriente y con Providencia al norponiente. Cuenta con barrios como; Parque Botánico, Pucará, Montenegro, Amapolas, Los Adoquines, Plaza Egaña y Los Guindos, además de la población Arturo Prat.
El barrio Plaza Egaña conecta la comuna de La Reina con Ñuñoa y su principal arteria es la avenida Ossa (o Américo Vespucio). Es una zona residencial con un polo comercial que se ha desarrollado con la llegada del Metro de Santiago en 2005, la licitación de Vespucio Oriente, y la construcción del Mall Plaza Egaña, además de comercio de servicios tradicionales existentes.
La Plaza Egaña formó parte de un antiguo sector de Ñuñoa denominado Los Guindos. Este sector comprendía una parte llamada Antigua Villa de Los Guindos y tres poblaciones anexas denominadas Población Nueva de Los Guindos, Población Alemana de Los Guindos y Población Oriental de Los Guindos. La Antigua Villa de Los Guindos y sus poblaciones anexas nacieron y evolucionaron independientemente de la villa o comuna de Ñuñoa (ambas villas tenían por ejemplo diferentes códigos telefónicos). El sector de Los Guindos fue posteriormente absorbido íntegramente por la comuna de Ñuñoa (en parte debido a la construcción de la calle Diagonal Oriente que lo dividió en dos). Su memoria se conserva hoy en día sólo en la plaza de Los Guindos (localización de la 18.ª Comisaría de Ñuñoa), algunos nombres de calles locales, la 3.ª Compañía de Bomberos de Ñuñoa y un monolito del Club de Leones de Los Guindos en la intersección de la calle Alcalde Monckeberg y avenida Irarrázaval. La plaza propiamente tal de este sector, funcionó por muchas décadas como el asiento de la penúltima estación del Ferrocarril de Sangre y luego Eléctrico de Ñuñoa (cuya última estación estaba ubicada en la avenida Ossa con la actual avenida Príncipe de Gales). 
El resto de los barrios del sector son principalmente de viviendas casa-jardín de baja densidad, donde existe gran calidad de vida barrial, a excepción de la población Arturo Prat, ubicado entre Emilia Téllez y Pucará, que actualmente es zona de renovación urbana.

### Sector suroriente

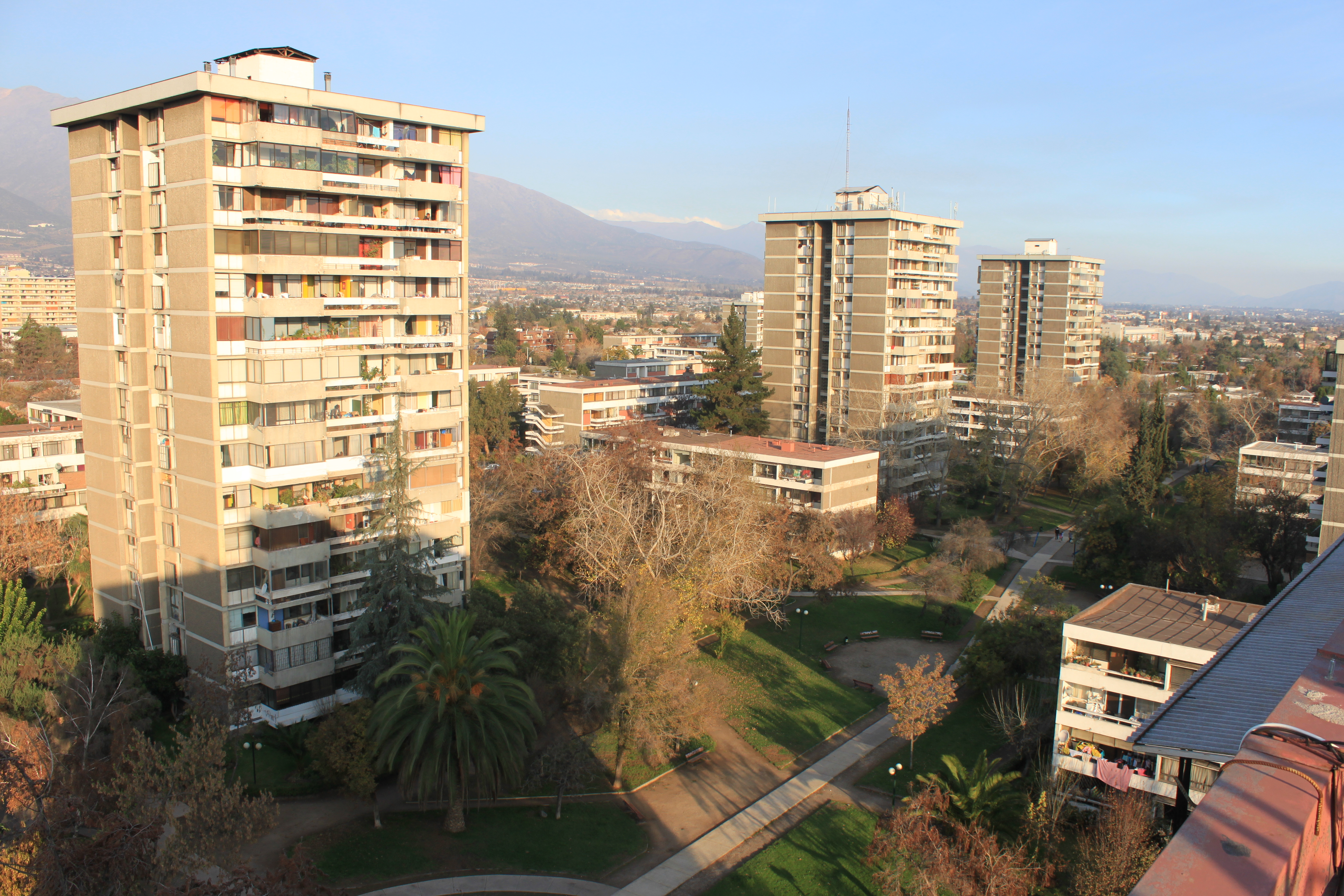
Torres de la Villa Frei.

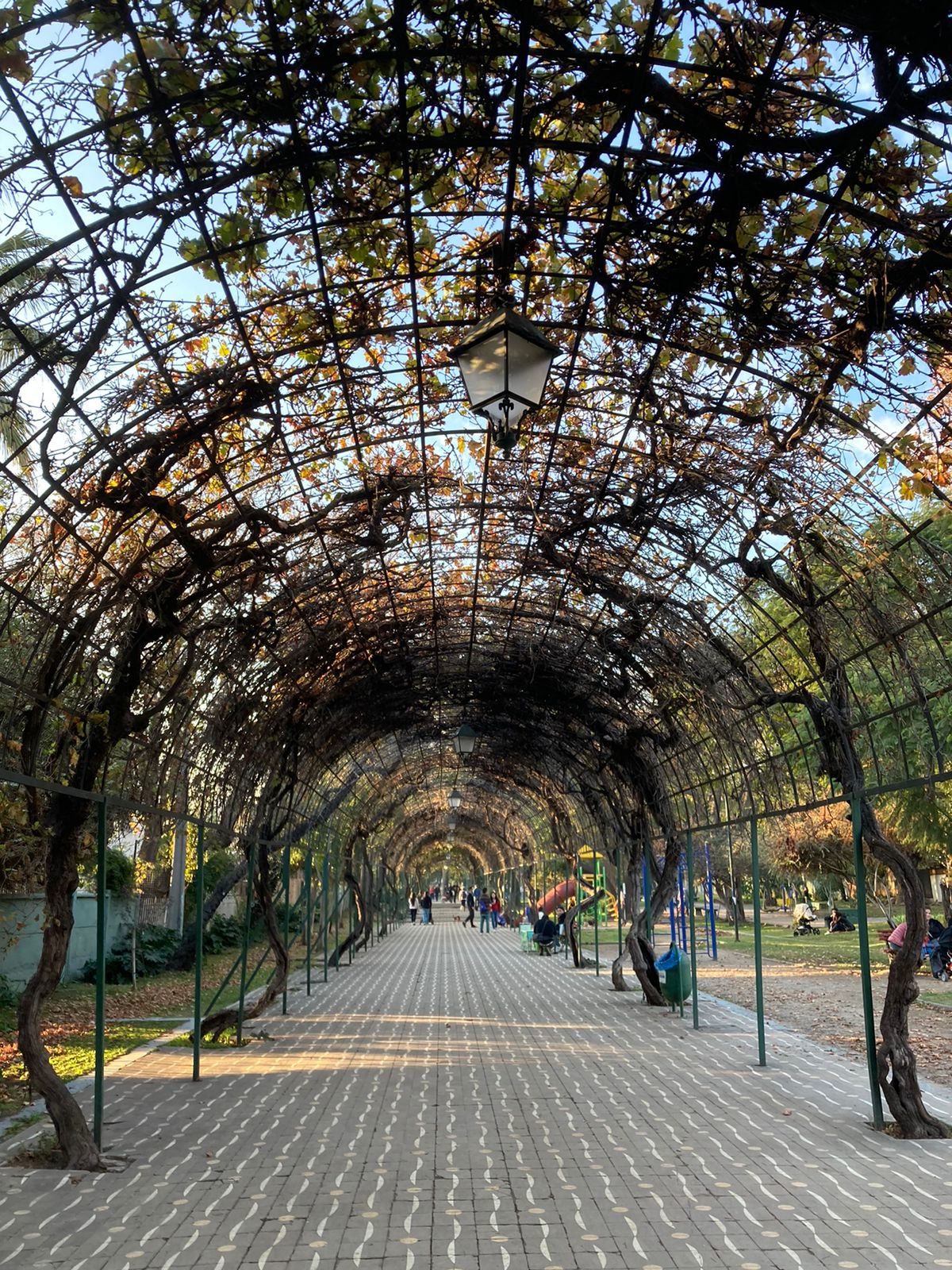
Entrada del Parque Juan XXIII

Es un sector predominantemente de clase media donde existen conjuntos habitacionales de diseño elaborado construidas a mediados del siglo XX. Destacan barrios tales como la Villa Frei, el Parque Juan XXIII, el barrio Milcavi, y las villas Los Presidentes, Lo Plaza, Los Jardines y Los Alerces. Colinda con Peñalolén al oriente y con Macul al sur.
El sector de Villa Frei se encuentra entre Ramón Cruz Montt, Alcalde Jorge Monckeberg y las avenidas Irarrázaval y Grecia. Presenta numerosas plazas, incluyendo el Parque Ramón Cruz, que contiene máquinas de ejercicios, juegos para niños y una cancha. También se encuentra a pasos del metro Villa Frei de la línea 3 del metro, y se encuentran múltiples locales de comida rápida y de variados temas. Fue construido a mediados de los años 60 por el entonces presidente Eduardo Frei Montalva Se compone por 3699 viviendas en un terreno de 40 hectáreas, que incluyen dos hectáreas de espacio público y áreas verdes.
El Parque Juan XXIII fue diseñado en la década de los 60 por el conocido arquitecto, paisajista y cineasta Álvaro Covácevich, quien lo utilizó como localización en la escena final de su película “Morir un poco” (1966). También ha sido escenario de miles de juegos y actividades infantiles, paseos familiares y picnics de primavera debido a que su gran espacio y vegetación ofrece muchas posibilidades de esparcimiento tanto para los vecinos como para las visitas ocasionales.

### Sector poniente

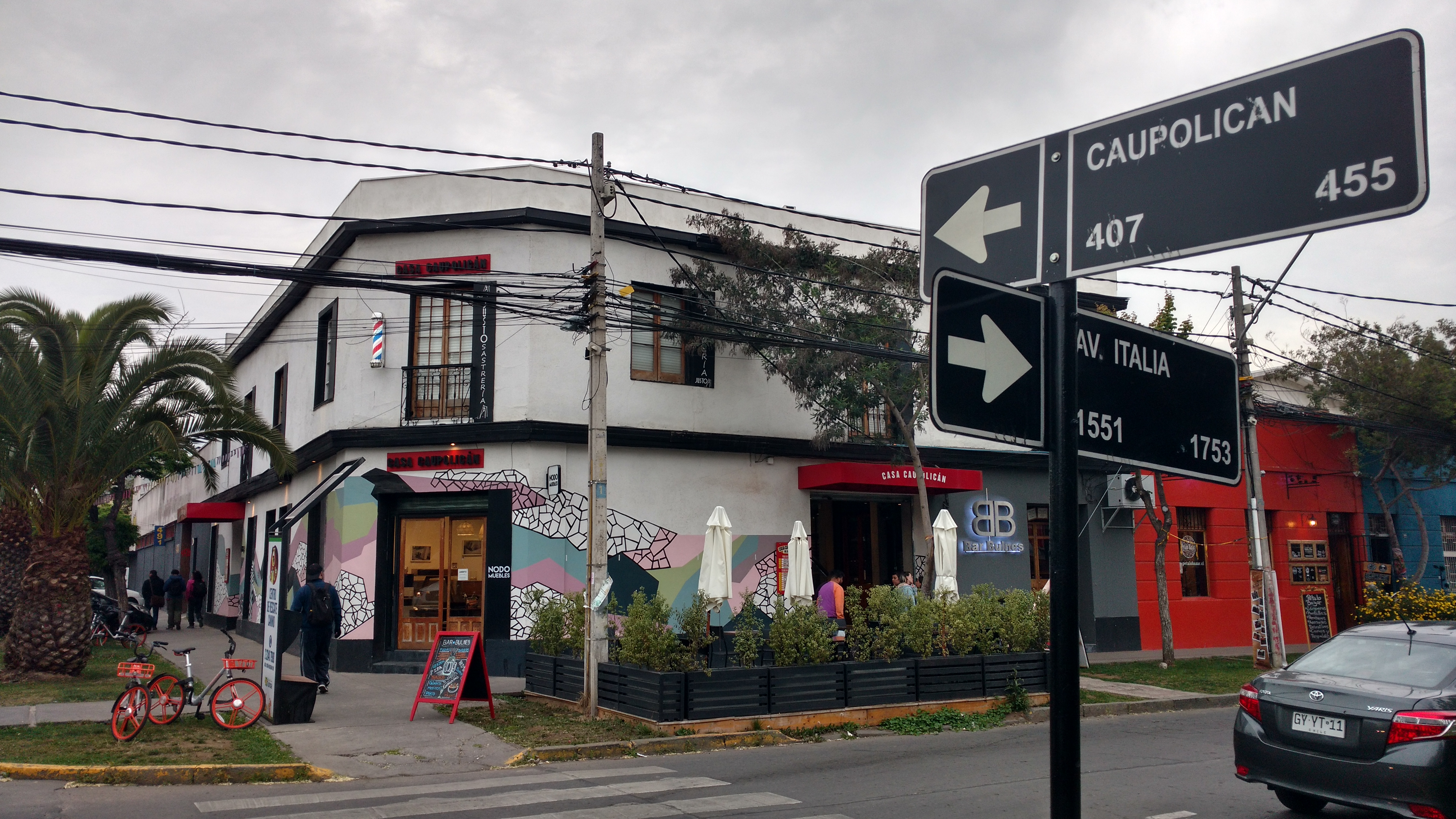
Sector sur del Barrio Italia, barrio compartido con la comuna de Providencia

El sector poniente de la comuna mezcla barrios tradicionales, comerciales y un auge de edificaciones de altura. Colinda con Santiago centro al poniente y con Providencia al norte, comuna con la cual comparte  la parte sur de barrios como Barrio Italia y Parque Bustamante. Se encuentran también barrios como; Plaza San Esteban, Javiera Carrera, Eusebio Lillo, Plaza Sucre y Guillermo Franke. 
La calle Caupolicán es la encargada de dividir ambas Ñuñoa de Providencia en el Barrio Italia. Se trata de una antigua zona residencial que en el último tiempo se ha ido transformando en un polo de actividades de diseño, venta de mobiliario, decoración de interiores y vestuario, creando un dinamismo importante en estos rubros, al estilo del barrio Palermo de Buenos Aires.
El barrio Colo-Colo se ubica a lo largo de las avenidas Salvador, Irarrázaval y Sucre, en torno a la calle Colo Colo. Se trata de un sector residencial, de áreas verdes y característicos plátanos orientales, los que en otoño cubren de hojas estas avenidas. En lo comercial conserva familiares panaderías y almacenes. Similar al barrio Guillermo Franke, sectores de gran calidad de vida con vegetación, cafés y comercio amigable.

### Sector surponiente

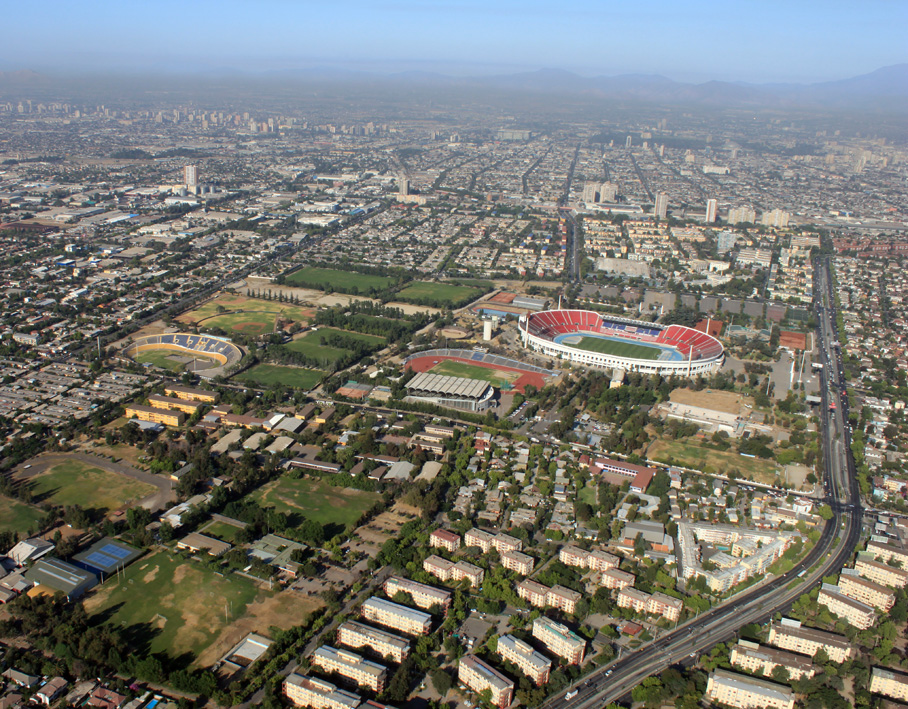
Sector surponiente de Ñuñoa, donde se encuentran la Villa Olímpica y el Estadio Nacional

Comprende el área de la comuna en el entorno del Estadio Nacional, limitando al poniente con Santiago, al surponiente con San Joaquín y al sur con Macul. Está constituido principalmente por viviendas de clase media y media-baja.
Conviven sectores residenciales ubicados en el eje de la avenida José Pedro Alessandri y en las primeras cuadras al norte de la avenida Grecia, junto a villas creadas principalmente entre los años 60 y 70 y que en su mayoría se fueron adaptando exitosamente al conjunto de la comuna, limita al poniente con la avenida Vicuña Mackenna y al norte con la calle Eduardo Castillo Velasco. Este barrio sufrió efectos post terremoto que afectaron a varias villas dejando un gran porcentaje inhabitables. Hoy los dueños de las viviendas se enfrentan con los seguros y municipalidad de forma de conseguir apoyo financiero para las modificaciones estructurales más importantes.
El barrio Suárez Mujica ubicado entre avenida Grecia, Lo Encalada, Carlos Dittborn y avenida Marathon, es un emblemático sector residencial de la comuna se encuentra aledaño al Estadio Nacional. La avenida Grecia cuenta como arteria principal del sector, que conserva un carácter residencial similar a otros sectores de la comuna, pero colindante al entorno del Estadio Nacional.

## Transporte

### Metro de Santiago

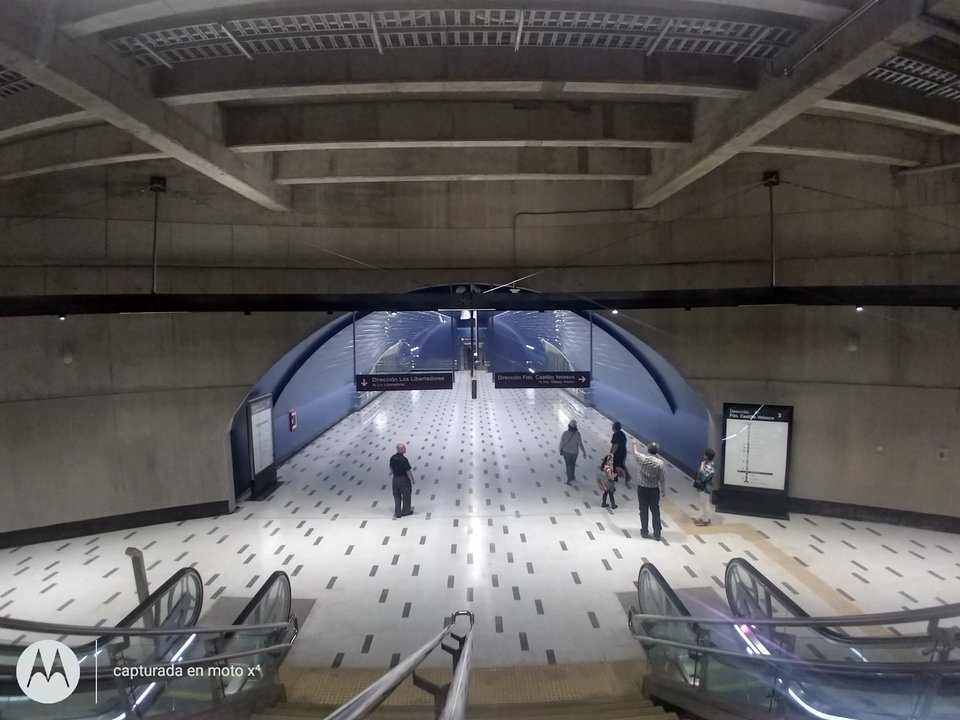
Mesanina de la estación Chile-España del Metro de Santiago.

Ñuñoa cuenta con 16 estaciones del Metro de Santiago correspondientes a cuatro líneas, teniendo la segunda mayor cobertura de estaciones después de Santiago Centro. Una nueva línea está en planificación la cual estará operativa para el año 2032:
: Irarrázaval • Monseñor Eyzaguirre • Ñuñoa • Chile España • Villa Frei • Plaza Egaña.
: Príncipe de Gales • Simón Bolívar • Plaza Egaña • Los Orientales • Grecia.
: Irarrázaval • Ñuble
: Ñuble • Estadio Nacional • Ñuñoa.
: (nombres tentativos): Diagonal Oriente, Chile España, Grecia y Rodrigo de Araya.

### Buses
Junto a las comunas de La Reina, Peñalolén y Macul, estaba inserta en la Zona alimentadora D de Red Metropolitana de Movilidad.

## Personas destacadas
- María Mohor, pintora y escultora.
- Myriam Hernández, cantante popular de los 80 a la actualidad.
- José Luis Rosasco, escritor y político.
- José Santos González Vera, escritor, Premio Nacional de Literatura, 1950.
- Maité Fernández, actriz.
- Claudio Narea, músico y guitarrista de Los Prisioneros.
- Francisco Cumplido, exministro de Justicia.
- José Santos León, jinete chileno.
- Manuel Bustos, político.
- Nemesio Antúnez, pintor chileno.
- Jorge Jiménez de la Jara, académico del departamento de salud pública.
- Mago Oli, Gerardo Parra; mago.
- Andrés Zarhi, presentador de noticias, alcalde de Ñuñoa.
- Alejandro Lipschutz, científico y académico, Premio Nacional de Ciencia, 1969.
- Daniela Vega, Sctriz y activista por los derechos LGBTIQ+, declarada Hija ilustre de Ñuñoa, 2022.
- Amparo Noguera, actriz.
- Juan Antonio Massone, poeta, ensayista, Miembro de la Academia Chilena de la Lengua.